# عمرو بن أمية بن الحارث
الصحابي عمرو بن أمية بن الحارث ، كان قديمَ الإسلام ، هاجر إلى أرْضِ الحبشة، ومات بها.

## نسبه
عمْرُو بن أُمَيَّة بن الحارث بن أَسد بن عبد العُزَّى بن قُصَي بن كلاب القرشي الأَسدي. وأُمه زينب بنت خالد بن عبد مناف بن كعب بن سعد بن تَيم (أو عاتكة بنت خالد بن عبد مناف ابن كعب بن سعد بن تَيْم بن مُرّة).